# Рыцарь с рукой на груди
«Рыцарь с рукой на груди» (исп. El caballero de la mano en el pecho) — картина испанского художника Эль Греко, написанная в Толедо около 1580 года. Наиболее известный в серии светских портретов неизвестных кабальеро в чёрных одеждах и белых фрезах на тёмном фоне. В настоящее время хранится в Прадо.
Поза кабальеро может означать дачу присяги, либо проявление доверия при заключении договора, либо благородное происхождение персонажа, либо даже тайный условный сигнал. Золотая шпага и медальон указывают на состоятельность и принадлежность к высшему обществу. Внешний облик персонажа типичен для дворянина эпохи золотого века Испании. При реставрации картины выяснилось, что изначально фон был не чёрный, а светло-серый, но со временем картина потемнела. Богатство оттенков на тёмной одежде свидетельствует о влиянии на Эль Греко венецианской школы живописи.
Ранее считалось, что «Рыцарь с рукой на груди» является портретом Сервантеса, но сейчас большинство искусствоведов склоняется к тому, что на портрете изображён Хуан де Сильва-и-Рибера, третий маркиз Монтемайора и алькальд Толедского алькасара. Искусствовед Алекс Бергхарт и художник Роберт Шрайв допускают возможность того, что это автопортрет художника.